# Mastophora melloleitaoi
Mastophora melloleitaoi là một loài nhện trong họ Araneidae.
Loài này thuộc chi Mastophora. Mastophora melloleitaoi được miêu tả năm 1931 bởi Canals.